# Homoieurete
Homoieurete is een geslacht van sponsdieren uit de klasse van de Hexactinellida.

## Soort
- Homoieurete macquariense Reiswig & Kelly, 2011